# Neue Westfälische
Die Neue Westfälische (Abkürzung NW) ist eine regionale Tageszeitung für den Raum Ostwestfalen-Lippe. Das Blatt wird vom Bielefelder Zeitungsverlag Neue Westfälische GmbH & Co. KG verlegt. Alleinige Eigentümerin ist die Presse-Druck GmbH, die zu 100 Prozent der SPD-Medienholding Deutsche Druck- und Verlagsgesellschaft (DDVG) gehört. Die Neue Westfälische ist das fünftgrößte Medienhaus in Nordrhein-Westfalen und die auflagenstärkste Zeitung in Ostwestfalen-Lippe. Die verkaufte Auflage beträgt 152.388 Exemplare, ein Minus von 42 Prozent seit 1998.

## Geschichte
Aus den Öffentlichen Anzeigen des Distriktes Bielefeld, gegründet 1811, entstand am 3. Juli 1967 durch Fusion der Westfälischen Zeitung mit der zur DDVG gehörenden Freien Presse die Neue Westfälische. Die Neue Westfälische steht ebenfalls in der Tradition der Zeitung Volkswacht, die von 1830 bis 1933 in Bielefeld erschien. Bei der Freien Presse haben unter anderem die WDR-Journalisten und -Intendanten Friedrich Nowottny und Fritz Pleitgen wie auch der Programmdirektor Hörfunk und Fernsehen beim NDR, Jürgen Kellermeier, ihre journalistische Ausbildung gemacht und anschließend als Redakteure in den Ressorts Politik/Nachrichten und Wirtschaft als Redakteure gearbeitet. Die DDVG übernahm zum 1. Januar 2016 den rund 43 Prozent umfassenden Anteil der J.D. Küster Nachfahren Verwaltungsgesellschaft mbH, deren Geschäftsführer Wolfgang Kaeller († 21. März 2017) war, und ist seitdem alleinige Eigentümerin.
Seit 2006 war die Neue Westfälische an dem regionalen Postzusteller Regio Brieflogistik beteiligt. Dabei wurde zur Briefzustellung die Logistik der Neuen Westfälischen genutzt. Ende 2011 beendete die Neue Westfälische das Engagement in diesem Bereich.
Seit den 2010er-Jahren wurden auf unterschiedlichen Feldern Kooperationen mit anderen Regionalzeitungsverlagen geschlossen. 2012 gründete die NW gemeinsam mit der Neuen Osnabrücker Zeitung, mit der bereits bei der Bestückung des Motor- und Reiseressorts zusammengearbeitet wurde, eine Agentur für multimediale Inhalte. Seit Oktober 2015 wird die Neue Westfälische vom RedaktionsNetzwerk Deutschland der Verlagsgesellschaft Madsack mit überregionalen Inhalten beliefert. 2019 gründeten die Medienhäuser Neue Westfälische, Lippische Landes-Zeitung und Mindener Tageblatt in Bielefeld die Redaktionsgemeinschaft der ostwestfälisch-lippischen Verlage, kurz RG OWL, eine gemeinsame Mantelredaktion für regionale und überregionale Inhalte. Der Geschäftsführer des Zeitungsverlags Neue Westfälische, Klaus Schrotthofer, bezeichnete die Gründung der RG OWL als „bedeutenden Schritt zur Sicherung des Medienstandorts Ostwestfalen-Lippe“. Die Redaktionsgemeinschaft ist seit Anfang 2020 für die Produktion der gemeinsamen Mantelteile zuständig. Bereits seit 2019 tauscht die Neue Westfälische Lokalsport-Inhalte mit ihrem größten Konkurrenten, dem Westfalen-Blatt, aus. Im November 2023 erklärte Schrotthofer gegenüber der Redaktion, dass ab dem zweiten Quartal 2024 druckfertig angepasste Mantelseiten vom RedaktionsNetzwerk Deutschland geliefert werden sollen. Die eigene Redaktion werde deshalb maßgeblich verkleinert, Redakteurinnen und Redakteure in Bielefeld sollen nur noch auf zwei Regionalseiten und den Regionalsport vollständigen Einfluss haben.

Die Zeitung wurde bis zum 31. Mai 2021 von der eigenen Tochterfirma Küster-Pressedruck GmbH & Co. KG gedruckt. Seit dem 1. Juni 2021 wird sie nach deren Schließung in Osnabrück und im Kreis Schaumburg gedruckt.

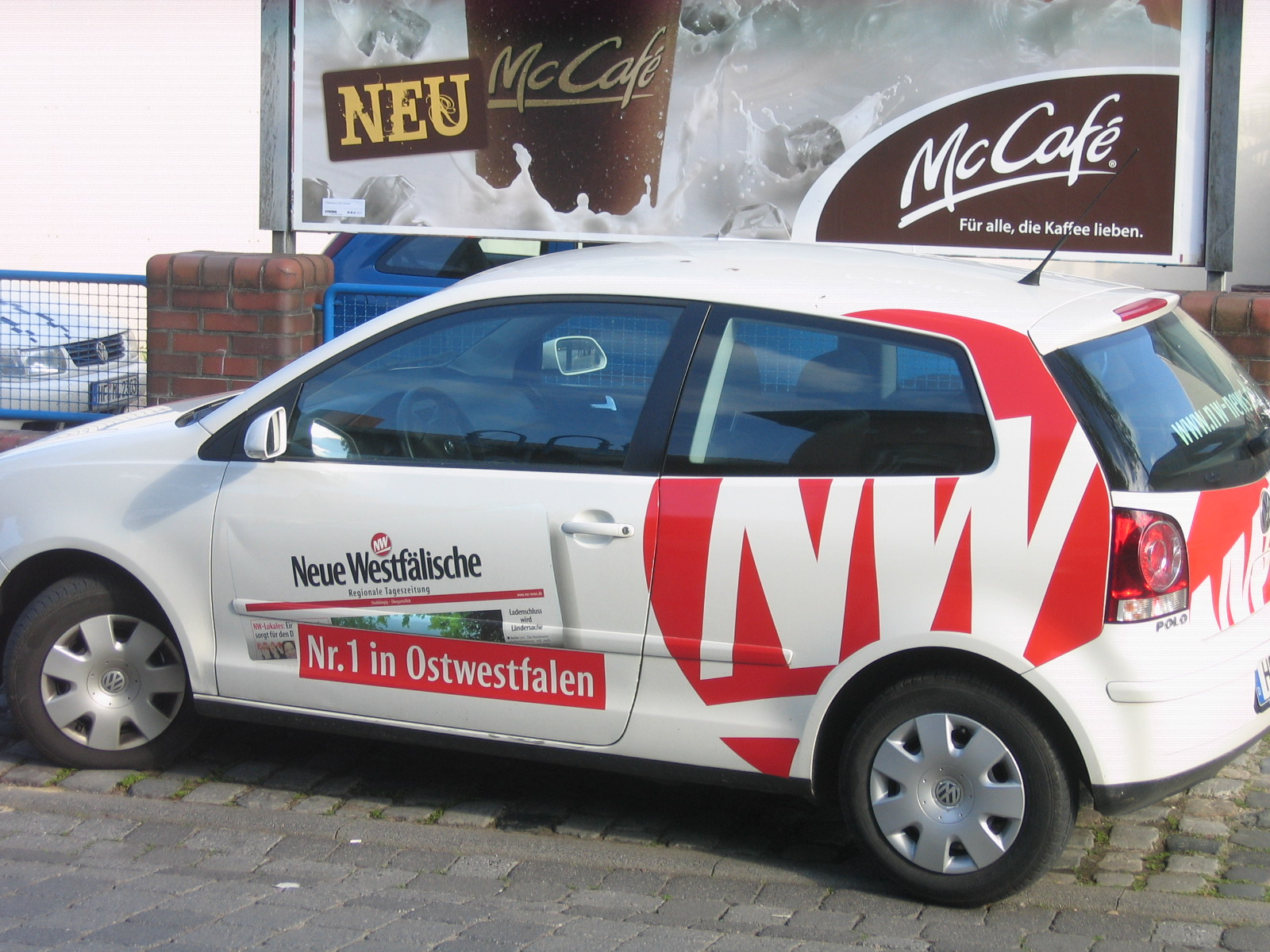
PKW mit Werbung für die NW in Bünde

Informationen werden neben der gedruckten Zeitung auch über die Kommunikationswege Internet mit dem eigenen Online-Auftritt nw.de sowie dem e-Paper oder Beteiligungen an den Lokalradios in Ostwestfalen-Lippe (Radio Bielefeld, Radio Hochstift, Radio Gütersloh, Radio Herford, Radio Lippe, Radio Westfalica) vermittelt. Servicecenter für die Lokalradios ist die Produktionsgesellschaft audio media service (ams), an der die Neue Westfälische Anteile hält. Darüber hinaus hält die Neue Westfälische Anteile an der Pressefunk Nordrhein-Westfalen GmbH & Co. KG, die mehrheitliche Gesellschafterin von Radio NRW ist.
Die Zeitungen können im Original und als Microfiche beim Stadtarchiv Bielefeld eingesehen werden. Alte Artikel sind auch kostenpflichtig im Online-Shop mit Suchfunktion verfügbar.

## Reichweite

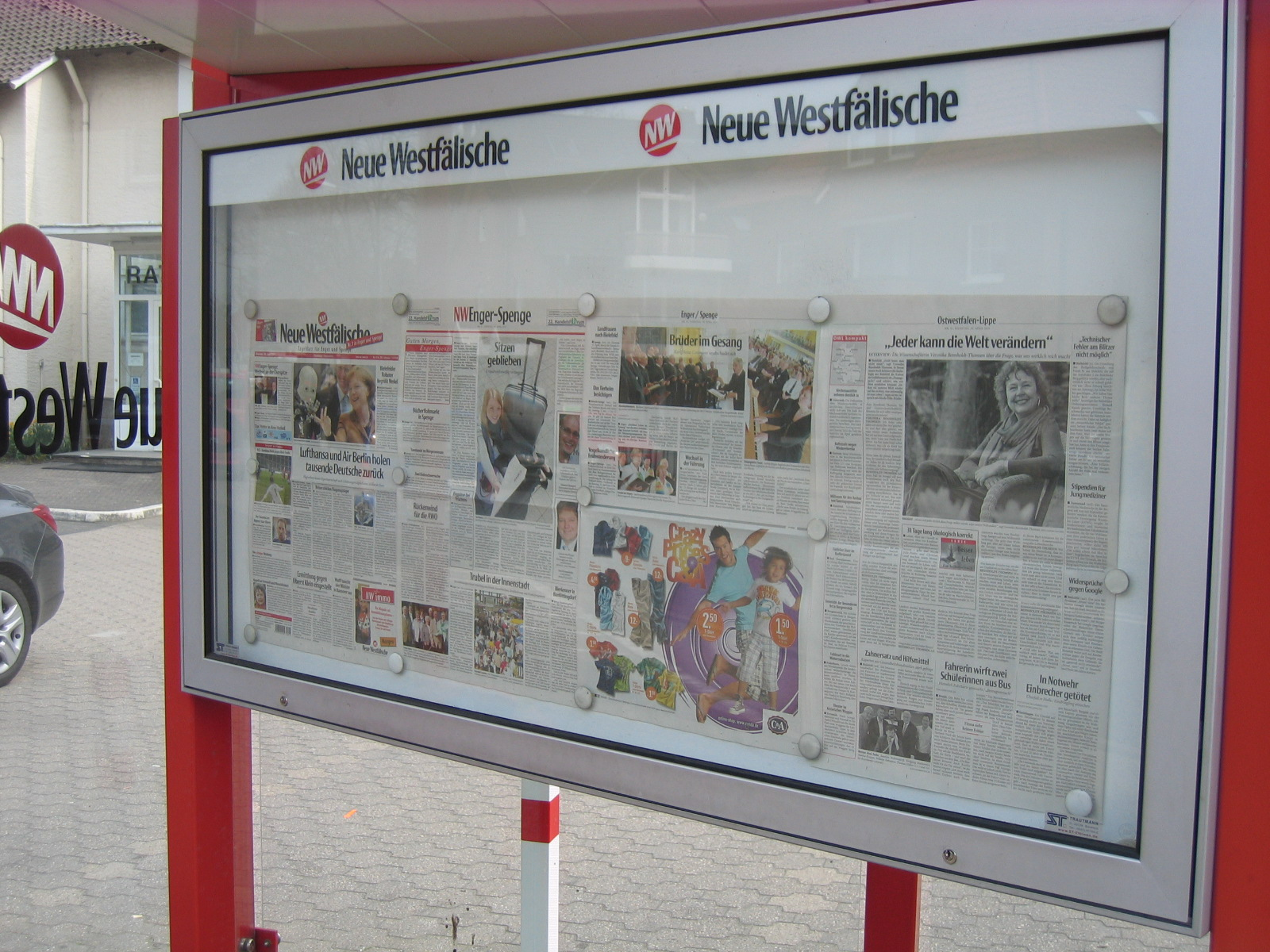
Schaukasten der NW-Spenge

### Print-Auflage
Die Neue Westfälische hat wie die meisten deutschen Tageszeitungen in den vergangenen Jahren an Auflage eingebüßt. Die verkaufte Auflage ist in den vergangenen 10 Jahren um durchschnittlich 3,8 % pro Jahr gesunken. Im vergangenen Jahr hat sie um 4,1 % abgenommen. Sie beträgt gegenwärtig 152.388 Exemplare. Der Anteil der Abonnements an der verkauften Auflage liegt bei 89,2 Prozent.
| 1998   | 1999   | 2000   | 2001   | 2002   | 2003   | 2004   | 2005   | 2006   | 2007   | 2008   | 2009   | 2010   | 2011   | 2012   | 2013   | 2014   | 2015   | 2016   | 2017   | 2018   | 2019   | 2020   | 2021   | 2022   | 2023   | 2024   |
| ------ | ------ | ------ | ------ | ------ | ------ | ------ | ------ | ------ | ------ | ------ | ------ | ------ | ------ | ------ | ------ | ------ | ------ | ------ | ------ | ------ | ------ | ------ | ------ | ------ | ------ | ------ |
| 262605 | 262572 | 256361 | 256314 | 255257 | 253027 | 253672 | 252338 | 249942 | 248348 | 245936 | 241702 | 244021 | 240779 | 243416 | 237662 | 229735 | 222675 | 216511 | 209875 | 202236 | 195261 | 191478 | 187615 | 175483 | 161931 | 155305 |

| 1998   | 1999   | 2000   | 2001   | 2002   | 2003   | 2004   | 2005   | 2006   | 2007   | 2008   | 2009   | 2010   | 2011   | 2012   | 2013   | 2014   | 2015   | 2016   | 2017   | 2018   | 2019   | 2020   | 2021   | 2022   | 2023   | 2024   |
| ------ | ------ | ------ | ------ | ------ | ------ | ------ | ------ | ------ | ------ | ------ | ------ | ------ | ------ | ------ | ------ | ------ | ------ | ------ | ------ | ------ | ------ | ------ | ------ | ------ | ------ | ------ |
| 245216 | 245222 | 240502 | 239784 | 238506 | 236729 | 237652 | 236944 | 234964 | 233949 | 231521 | 228058 | 226730 | 223026 | 220040 | 213562 | 206589 | 199554 | 193147 | 187164 | 180039 | 172940 | 168076 | 163055 | 153236 | 143487 | 137813 |

### Online-Reichweite
Die Aufrufzahlen der Website nw.de sind seit 2015 mit zwei Ausnahmen von Jahr zu Jahr gewachsen. Von 2016 bis 2017 ging die Reichweite minimal zurück, 2021 blieb unter dem Niveau des Vorjahres, weil die Reichweite im Frühjahr 2020 mit Beginn der Corona-Pandemie auf ein Rekordniveau anstieg. Die genauen Zahlen in der Übersicht (ohne Aufrufe über die App):
| Jahr | Page Impressions |
| ---- | ---------------- |
| 2015 | 110.632.406      |
| 2016 | 112.455.164      |
| 2017 | 112.395.210      |
| 2018 | 126.521.428      |
| 2019 | 155.186.537      |
| 2020 | 183.461.456      |
| 2021 | 133.880.866      |

## Verbreitungsgebiet

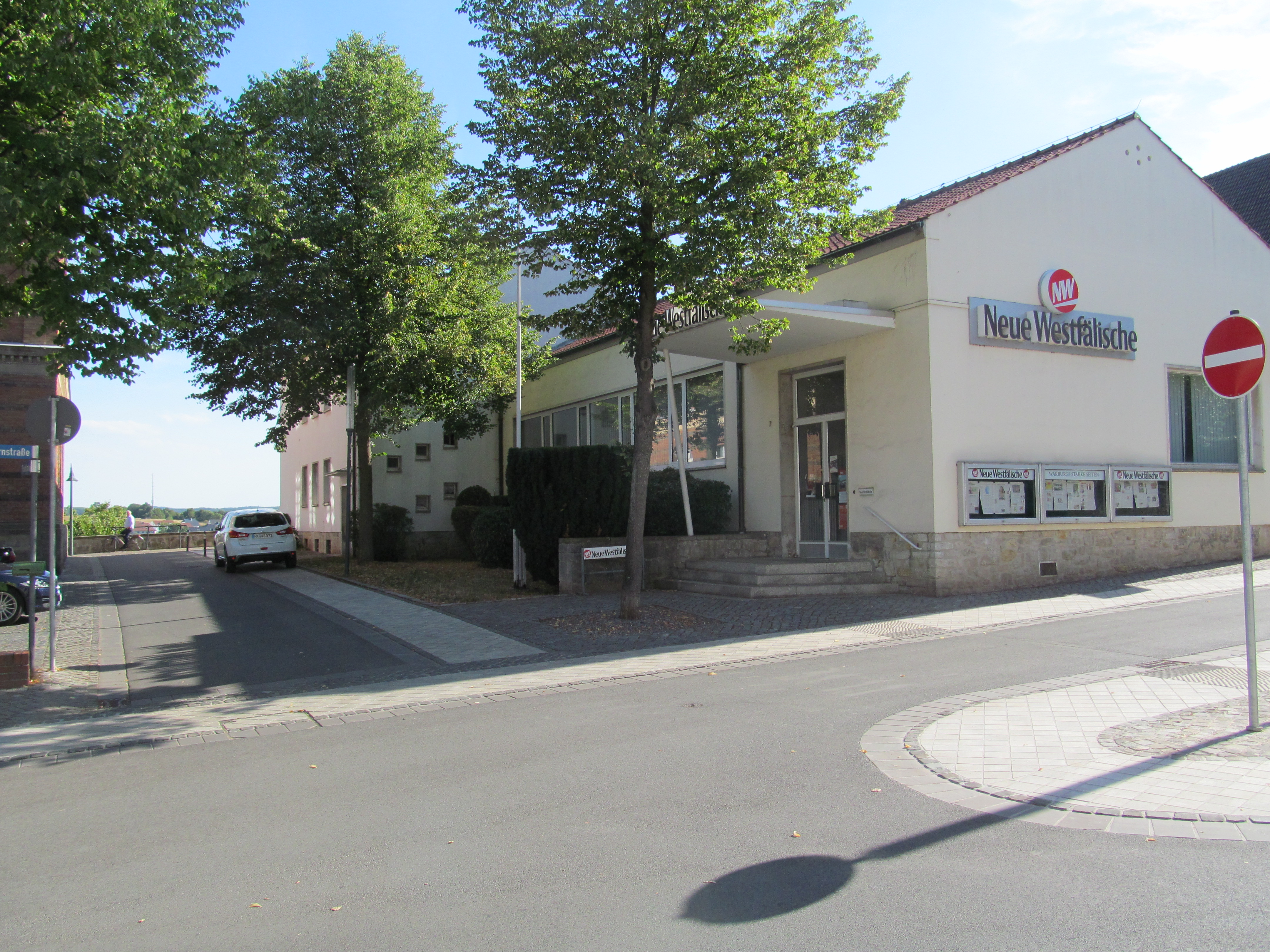
NW-Lokalredaktion in Warburg, im ehem. Gebäude der Landeszentralbank

Die NW erscheint mit folgenden Lokalausgaben (Kopfblätter):
| Lokalausgabe                                 | Verbreitungsgebiet | Verkaufte Auflage                                          | Redaktionsleitung                                           | Weitere Tageszeitungen am Ort                                                                                   | Bemerkung |
| -------------------------------------------- | --- | ---------------------------------------------------------- | ----------------------------------------------------------- | --- | --------- |
| Bad Oeynhausener Kurier / Löhner Nachrichten | Bad Oeynhausen, Löhne | 12.142                                                     | Thorsten Gödecker (Bad Oeynhausen), Dirk Windmöller (Löhne) | Westfalen-Blatt                                                                                                 |           |
| Bielefelder Tageblatt                        | Bielefeld, Leopoldshöhe, Oerlinghausen, Schloß Holte-Stukenbrock                                                                                               | 47.927                                                     | Stefan Gerold                                               | Westfalen-Blatt (nur in Bielefeld und Schloß Holte-Stuckenbrock), Die Glocke (nur in Schloß Holte-Stuckenbrock) |           |
| Bünder Tageblatt                             | Bünde, Kirchlengern, Rödinghausen | 10.300                                                     | Katharina Eisele                                            | Westfalen-Blatt                                                                                                 |           |
| Gütersloher Zeitung                          | Gütersloh, Harsewinkel, Herzebrock-Clarholz, Langenberg, Rheda-Wiedenbrück, Rietberg, Verl                                                                     | 16.616                                                     | Jeanette Salzmann                                           | Die Glocke, Westfalen-Blatt                                                                                     |           |
| Haller Kreisblatt                            | Borgholzhausen, Halle (Westf.), Steinhagen, Versmold, Werther (Westf.)                                                                                         | 10.281                                                     | Nicole Donath                                               | Westfalen-Blatt                                                                                                 |           |
| Herforder Kreisanzeiger                      | Enger, Herford, Hiddenhausen, Spenge, Vlotho | 11.299                                                     | Christina Römer                                             | Westfalen-Blatt                                                                                                 |           |
| Kreiszeitung für Höxter und Warburg          | Bad Driburg, Beverungen, Borgentreich, Brakel, Höxter, Marienmünster, Nieheim, Steinheim, Warburg, Willebadessen                                               | 11.941 (Auflage inkl. Paderborner Kreiszeitung)            | Simone Flörke (Höxter), Dieter Scholz (Warburg)             | Westfalen-Blatt                                                                                                 |           |
| Lippische Landes-Zeitung                     | Augustdorf, Bad Salzuflen, Barntrup, Blomberg, Detmold, Dörentrup, Extertal, Horn-Bad Meinberg, Kalletal, Lage, Lemgo, Lügde, Schieder-Schwalenberg, Schlangen | 33.647                                                     | Dirk Baldus (Chefredakteur)                                 | Westfalen-Blatt (nur in Bad Salzuflen, Kalletal und Schlangen)                                                  | Kopfblatt |
| Mindener Tageblatt                           | Hille, Minden, Petershagen, Porta Westfalica | 27.348                                                     | Benjamin Piel (Chefredakteur)                               | keine weitere Zeitung                                                                                           | Kopfblatt |
| Paderborner Kreiszeitung                     | Altenbeken, Bad Lippspringe, Borchen, Büren, Delbrück, Hövelhof, Lichtenau, Paderborn, Salzkotten, Bad Wünnenberg                                              | 11.941 (Auflage inkl. Kreiszeitung für Höxter und Warburg) | Viktoria Bartsch                                            | Westfalen-Blatt                                                                                                 |           |
| Zeitung für das Lübbecker Land               | Espelkamp, Hüllhorst, Lübbecke, Preußisch Oldendorf, Rahden, Stemwede                                                                                          | 8.608                                                      | Frank Hartmann                                              | Westfalen-Blatt                                                                                                 |           |

## Chefredakteure
- 1993 – 1998: Reiner F. Kirst[26]
- 1997 – 2000: Wolfgang Timpe[27]
- 2001 – 2009: Uwe Zimmer
- 2009 – 2025: Thomas Seim[28]
- seit 2025: Andrea Rolfes

## Auszeichnungen
- BlaueBoje der Volks- und Raiffeisenbanken:[29]
  - 2011: Thomas Schöneich für eine siebenteilige Serie über das Thema Integration und Arbeitsmarkt
- Deutscher Lokaljournalistenpreis der Konrad-Adenauer-Stiftung:[30]
  - 2013: Sonderpreis Volontärsprojekte ex aequo für eine Reportagen-Serie
- Journalistenpreis der Apothekerstiftung Westfalen-Lippe:[31]
  - 2011, 3. Preis Print: Dr. Peter Stuckhard für „Irrsinn Kassenrezept“
- Theodor-Wolff-Preis des BDZV:[32]
  - 1998: Wilfried Massmann
- Veltins-Lokalsportpreis:[33]
  - 2008, 1. Preis Foto: Henrik Martinschledde für ein Porträt der Läuferin Claudia Meyer
- Wächterpreis der deutschen Tagespresse der Stiftung Freiheit der Presse:[34]
  - 1994, 1. Preis: Karl-Heinz Steinkühler und Hans-Joachim Block für die Aufdeckung des Balsam-Skandals
  - 2023, 2. Preis: Gunter Held für die mehrteilige Berichterstattung über eine Mutter aus Oerlinghausen und ihren Kampf gegen das Jugendamt des Kreises Lippe und das Familiengericht Detmold

## Kritik
Der Deutsche Presserat sprach wegen Verstößen gegen den Pressekodex mehrere Rügen gegen die Neue Westfälische aus:
- 2001, Verstoß gegen die Ziffern 9 (Schutz der Ehre) und 12 (Diskriminierungen): Die Neue Westfälische stellte im Rahmen einer Gerichtsberichterstattung über ein Gewaltverbrechen heraus, dass sich der Angeklagte kurz zuvor den Zeugen Jehovas zugewandt hatte. Nach einer Beschwerde des Präsidiumssprechers dieser Religionsgemeinschaft entschied der Presserat, dass diese Information „zum Verständnis des berichteten Vorgangs nicht beiträgt“, jedoch geeignet sei, die Vorurteile gegen die Zeugen Jehovas zu schüren.
- 2004, Verstoß gegen Ziffer 7 (Trennung von Werbung und Redaktion): Gerügt wurde, dass die Neue Westfälische einen Presseartikel eines Motorrad-Herstellers mit positiven Bewertungen des Fahrzeugs veröffentlichte, ohne die Quelle deutlich zu machen, so dass ein Fall von Schleichwerbung vorliege. Die Chefredaktion räumte einen Fehler ein.
- 2007, Verstoß gegen Ziffer 7: Der Presserat rügte die Berichterstattung über die Einführung einer Bio-Pizza von Dr. Oetker als Schleichwerbung, weil das Produkt „sehr ausführlich und sehr positiv“ beschrieben worden sei.
- 2007, Verstoß gegen Ziffer 7: Ein ganzseitiges Anzeigenkollektiv, so bemängelte der Presserat, hätte deutlicher als Werbung gekennzeichnet werden müssen.